# Welterbe in Libyen
Zum Welterbe in Libyen gehören (Stand 2025) fünf UNESCO-Welterbestätten, alles Stätten des Weltkulturerbes. Libyen hat die Welterbekonvention 1978 ratifiziert, die drei ersten Welterbestätten wurden 1982 in die Welterbeliste aufgenommen. Die bislang letzte Welterbestätte wurde 1986 eingetragen.
2016 beschloss das Welterbekomitee auf seiner 40. Sitzung, alle Welterbestätten in Libyen auf die Liste des gefährdeten Welterbes zu setzen. Begründet wurde dies mit den durch den Bürgerkrieg in Libyen verursachten Schäden und der Gefahr weiterer Schäden.
2025 wurde Ghadames aufgrund positiver Entwicklung wieder von der Liste des gefährdeten Welterbes gestrichen.

## Welterbestätten
Die folgende Tabelle listet die UNESCO-Welterbestätten in Libyen in chronologischer Reihenfolge nach dem Jahr ihrer Aufnahme in die Welterbeliste (K – Kulturerbe, N – Naturerbe, K/N – gemischt, (G) – auf der Liste des gefährdeten Welterbes).
| Bild                                         | Bezeichnung                                         | Jahr | Typ   | Ref. | Beschreibung |
| -------------------------------------------- | --------------------------------------------------- | ---- | ----- | ---- | --- |
| Archäologische Stätte von Leptis Magna       | Archäologische Stätte von Leptis Magna (Lage)       | 1982 | K (G) | 183  | |
| Archäologische Stätte von Sabratha           | Archäologische Stätte von Sabratha (Lage)           | 1982 | K (G) | 184  | |
| Archäologische Stätte von Kyrene             | Archäologische Stätte von Kyrene (Lage)             | 1982 | K (G) | 190  | |
| Stätten der Felsbildkunst von Tadrart Acacus | Stätten der Felsbildkunst von Tadrart Acacus (Lage) | 1985 | K (G) | 287  | Felsmalereien im Tadrart-Acacus-Gebirge                                                                         |
| Altstadt von Ghadames                        | Altstadt von Ghadames (Lage)                        | 1986 | K     | 362  | Historischer Stadtkern der Oasenstadt Ghadames Stand von 2016 bis 2025 auf der Liste des gefährdeten Welterbes. |

## Tentativliste
In der Tentativliste sind die Stätten eingetragen, die für eine Nominierung zur Aufnahme in die Welterbeliste vorgesehen sind.

### Aktuelle Welterbekandidaten
Mit Stand 2020 sind drei Stätten in der Tentativliste von Libyen eingetragen, eine Überarbeitung der Tentativliste erfolgte 2020. Die folgende Tabelle listet die Stätten in chronologischer Reihenfolge nach dem Jahr ihrer Aufnahme in die Tentativliste.
| Bild             | Bezeichnung                                | Jahr | Typ | Ref. | Beschreibung                                                |
| ---------------- | ------------------------------------------ | ---- | --- | ---- | ----------------------------------------------------------- |
| (weitere Bilder) | Ghirza                                     | 2020 | K   | 6486 | Stand bereits 1984–1996 auf der Tentativliste.              |
| Haua Fteah       | Haua Fteah                                 | 2020 | K   | 6488 | Enthält Zeugnisse 80.000 Jahre alter Menschheitsgeschichte. |
| (weitere Bilder) | Archäologische Stätte von Ptolemais (Lage) | 2020 | K   | 6487 | Stand bereits 1984–1985 auf der Tentativliste.              |

### Ehemalige Welterbekandidaten
Diese Stätten standen früher auf der Tentativliste, wurden jedoch wieder zurückgezogen oder von der UNESCO abgelehnt. Stätten, die in anderen Einträgen auf der Tentativliste enthalten oder Bestandteile von Welterbestätten sind, werden hier nicht berücksichtigt.
| Bild             | Bezeichnung      | Jahr      | Typ | Ref. | Beschreibung |
| ---------------- | ---------------- | --------- | --- | ---- | ------------ |
| (weitere Bilder) | Tripolis (Lage)  | 1984–1984 | K   |      |              |
| (weitere Bilder) | Apollonia (Lage) | 1984–1996 | K   |      |              |
| Euhesperides     | Euhesperides     | 1984–1996 | K   |      |              |
| (weitere Bilder) | Germa            | 1984–1996 | K   |      |              |
|                  | Medina Sultan    | 1984–1996 | K   |      |              |
|                  | Taucheira        | 1984–1996 | K   |      |              |